# Ivo Hauptmann
Ivo Hauptmann (* 9. Februar 1886 in Erkner bei Berlin; † 28. September 1973 in Hamburg), ältester Sohn von Gerhart Hauptmann, war ein deutscher Maler. Er war Mitbegründer der Künstlergruppen Freie Secession (Berlin 1914) und Hamburgische Sezession (1919).

## Leben
Ivo Hauptmann stammte aus Hauptmanns erster Ehe mit Marie Thienemann, die 1894 zerbrach und 1904 geschieden wurde. Schon früh bekundete Ivo, dass er Maler werden wolle. Aufgewachsen in Schreiberhau und Dresden mit der Mutter, zog er 1900 mit 14 Jahren nach einer Reise an die Riviera zum Vater nach Agnetendorf in Schlesien, der ihm ein erstes Atelier einrichtete. 1903 reiste er zum ersten Mal nach Paris und wurde Schüler der Académie Julian. 1903 und 1904 lernte er in Berlin bei Lovis Corinth. Zwischen 1904 und 1909 studierte er an der Kunstakademie Weimar bei Hans Olde, wo er Edvard Munch und Henry van de Velde kennenlernte. Er war Meisterschüler bei Ludwig von Hofmann.
Von 1909 bis 1912 war er erneut in Paris und studierte an der Académie Ranson. Freundschaften pflegte er mit Rainer Maria Rilke, Auguste Rodin und Paul Signac. Mit seiner Verlobten Erica von Scheel (1881–1966) hielt er sich 1911 in St. Tropez auf. 1912 heiratete er in Dresden die Generalstochter und Designerin aus dem Umkreis van de Veldes. Ab 1913 bis 1919 hatte er nach einer Einladung von Otto Illies ein Atelier in Dockenhuden bei Hamburg, wo seine Mutter Marie bei einem Besuch unerwartet am 6. Oktober 1914 starb. Sein Sohn Harre wurde am 14. Oktober geboren. 1915 wurde er zum Militärdienst eingezogen, zunächst nach Teufelsbrück zur Luftabwehr. Er kämpfte bis 1918 im Ersten Weltkrieg, unter anderem 1916 an der Somme. Nach dem Krieg gestaltete er auch Bühnenbildern für Aufführungen von seines Vaters Stücken. Der Kontakt blieb eng, auch über gemeinsame Aufenthalte auf der Insel Hiddensee. 1920 trat er der Hamburgischen Künstlerschaft bei.
1925 zog Hauptmann von Dresden wieder nach Hamburg, wo er die Sezession mitbegründete. Neben seiner künstlerischen Tätigkeit war er im Brotberuf als Kaufmann tätig. Als die Nazis 1933 den Ausschluss der jüdischen Mitglieder der Sezession forderten, setzte er stattdessen die Selbstauflösung des Vereins durch.

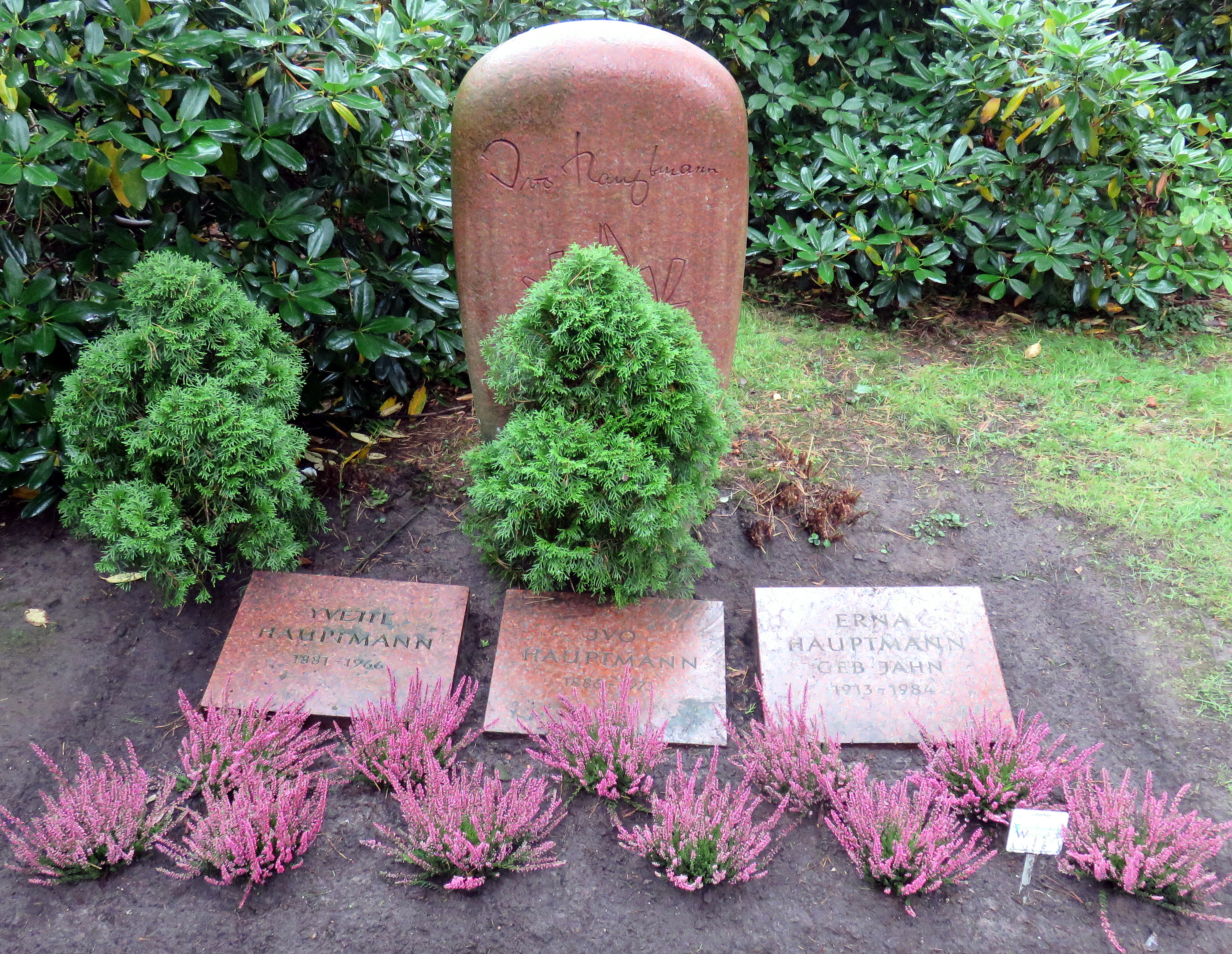
Grabstätte Ivo Hauptmann auf dem Friedhof Ohlsdorf

Nach dem Zweiten Weltkrieg gründete er die Hamburgische Sezession erneut, diesmal als ihr Vorsitzender. 1950 gehörte er zu den Gründungsmitgliedern der Freien Akademie der Künste Hamburg. In den Jahren 1955 bis 1965 war er Vize-Präsident der Freien Akademie der Künste und Dozent an der Landeskunstschule am Lerchenfeld. Außerdem war er (ebenfalls von 1955 bis 1965) Dozent an der Hochschule für bildende Künste Hamburg. 1965 wurde er Ehrenpräsident.
In zweiter Ehe war Ivo Hauptmann mit der Opernsängerin Erna Kruse-Jahn verheiratet, mit der er bereits eine jahrzehntelange Beziehung geführt hatte. Erna Hauptmann sorgte nach dem Tod ihres Mannes durch Ausstellungen für die weitere Anerkennung seiner Kunst und bewirkte die Aufnahme eines seiner Hauptwerke (Bildnis seiner Mutter Marie Hauptmann 1907) in den Pariser Musée d’Orsay.
Ivo Hauptmann lebte bis zu seinem Tod in Hamburg-Eppendorf. Er wurde auf dem Friedhof Ohlsdorf in Hamburg im Planquadrat T 26 südlich der Kapellenstraße beigesetzt.

## Ehrungen
- Bundesverdienstkreuz 1. Klasse (27. Januar 1961)[2]
- Edwin-Scharff-Preis der Freien und Hansestadt Hamburg (1962)
- Ehrenpräsident der Freien Akademie der Künste in Hamburg (1965)
- Ehrenprofessor der Stadt Hamburg (1973)